# Kenan Sofuoğlu
Kenan Sofuoğlu (Kuzuluk, Akyazı, Provincia de Sakarya, Turquía, 25 de agosto de 1984) es un expiloto y político turco. Sofuoğlu ostenta el récord de ser el piloto con mayor cantidad de títulos del Campeonato Mundial de Supersport con 5 (2007, 2010, 2012, 2015 y 2016). Además de Supersport, Sofuoğlu compitió en el Campeonato Mundial de Superbikes en 2008 y en Campeonato del Mundo de Moto2 entre 2010 y 2011.
Sofuoğlu anunció su retiro de las carreras el 7 de mayo de 2018, y se convirtió en parlamentario el 24 de junio de 2018. Hizo una breve aparición de regreso en la ronda de Imola, Italia, el 13 de mayo, donde se clasificó en tercer lugar, pero ingresó al pit lane inmediatamente después de la vuelta de calentamiento, retirándose de la carrera y poniendo fin a su carrera profesional.
El 23 de septiembre de 2021, más de tres años después de su retiro, Sofuoğlu anunció su vuelta al Campeonato Mundial de Supersport participando en la ronda de Jerez con el Kawasaki Puccetti Racing, equipo con el que ganó dos de sus cinco campeonatos. Solo disputó las dos primeras sesiones de entrenamientos libres, esta acción fue hecha con el objetivo de celebrar el cambio de era que tendrá el Campeonato Mundial de Supersport a partir de 2022.

## Estadísticas

### Campeonato Mundial de Supersport

#### Por temporada
| Temp. | Moto           | Equipo                                         | Carreras | Victorias | Podios | Poles | V.Rap. | Pts  | Pos  |
| ----- | -------------- | ---------------------------------------------- | -------- | --------- | ------ | ----- | ------ | ---- | ---- |
| 2003  | Yamaha YZF R6  | Yamaha Voiges                                  | 3        | 0         | 0      | 0     | 0      | 0    | NC   |
| 2003  | Yamaha YZF R6  | Yamaha Motor Deutschland                       | 3        | 0         | 0      | 0     | 0      | 0    | NC   |
| 2006  | Honda CBR600RR | Winston Ten Kate Honda                         | 12       | 2         | 7      | 0     | 2      | 157  | 3.º  |
| 2007  | Honda CBR600RR | HANNspree Ten Kate Honda                       | 13       | 8         | 12     | 5     | 6      | 276  | 1.º  |
| 2008  | Honda CBR600RR | HANNspree Ten Kate Honda                       | 1        | 1         | 1      | 1     | 1      | 25   | 19.º |
| 2009  | Honda CBR600RR | HANNspree Ten Kate Honda                       | 14       | 3         | 6      | 1     | 1      | 189  | 3.º  |
| 2010  | Honda CBR600RR | Ten Kate Honda                                 | 13       | 3         | 13     | 5     | 5      | 263  | 1.º  |
| 2012  | Kawasaki ZX-6R | Kawasaki DeltaFin Lorenzini Kawasaki Lorenzini | 13       | 4         | 9      | 1     | 1      | 218  | 1.º  |
| 2013  | Kawasaki ZX-6R | Mahi Racing Team India                         | 12       | 5         | 9      | 4     | 4      | 201  | 2.º  |
| 2014  | Kawasaki ZX-6R | Mahi Racing Team India                         | 11       | 1         | 3      | 2     | 3      | 94   | 8.º  |
| 2014  | Kawasaki ZX-6R | San Carlo Puccetti Racing                      | 11       | 1         | 3      | 2     | 3      | 94   | 8.º  |
| 2015  | Kawasaki ZX-6R | Kawasaki Puccetti Racing                       | 12       | 5         | 9      | 4     | 3      | 233  | 1.º  |
| 2016  | Kawasaki ZX-6R | Kawasaki Puccetti Racing                       | 12       | 6         | 9      | 7     | 2      | 216  | 1.º  |
| 2017  | Kawasaki ZX-6R | Kawasaki Puccetti Racing                       | 8        | 5         | 7      | 4     | 3      | 161  | 2.º  |
| 2018  | Kawasaki ZX-6R | Kawasaki Puccetti Racing                       | 2        | 0         | 0      | 0     | 0      | 3    | 29.º |
| Total |                |                                                | 126      | 43        | 85     | 34    | 31     | 2036 |      |

- * Temporada en curso.

#### Carreras por año
(Carreras en negrita indica pole position, carreras en cursiva indica vuelta rápida)
| Año  | Moto     | 1       | 2       | 3       | 4       | 5       | 6     | 7       | 8       | 9      | 10      | 11      | 12    | 13    | 14    | Pos. | Pts |
| ---- | -------- | ------- | ------- | ------- | ------- | ------- | ----- | ------- | ------- | ------ | ------- | ------- | ----- | ----- | ----- | ---- | --- |
| 2003 | Yamaha   | SPA 16  | AUS     | JPN     | ITA     | GER Ret | GBR   | SMR     | GBR     | NED    | ITA     | FRA Ret |       |       |       | NC   | 0   |
| 2006 | Honda    | QAT 3   | AUS Ret | SPA Ret | ITA 5   | EUR 20  | SMR 8 | CZE 3   | GBR 3   | NED 1  | GER 1   | ITA 2   | FRA 2 |       |       | 3.º  | 157 |
| 2007 | Honda    | QAT 1   | AUS 2   | EUR 1   | SPA 1   | NED 1   | ITA 1 | GBR Ret | SMR 3   | CZE 1  | GBR 2   | GER 2   | ITA 1 | FRA 1 |       | 1.º  | 276 |
| 2008 | Honda    | QAT     | AUS     | SPA     | NED     | ITA     | GER   | SMR     | CZE     | GBR    | EUR     | ITA     | FRA   | POR 1 |       | 19.º | 25  |
| 2009 | Honda    | AUS 1   | QAT 4   | SPA 3   | NED 5   | ITA 9   | RSA 5 | USA 1   | SMR Ret | GBR 4  | CZE 9   | GER Ret | ITA 1 | FRA 3 | POR 2 | 3.º  | 189 |
| 2010 | Honda    | AUS 3   | POR 1   | SPA 2   | NED 3   | ITA 2   | RSA 2 | USA 1   | SMR 3   | CZE 1  | GBR 2   | GER 2   | ITA 2 | FRA 2 |       | 1.º  | 263 |
| 2012 | Kawasaki | AUS 1   | ITA DSQ | NED 2   | ITA 3   | EUR 2   | SMR 1 | SPA 5   | CZE 2   | GBR 5  | RUS 1   | GER 1   | POR 2 | FRA 4 |       | 1.º  | 218 |
| 2013 | Kawasaki | AUS 1   | SPA Ret | NED 2   | ITA Ret | GBR 2   | POR 3 | ITA 1   | RUS C   | GBR 1  | GER Ret | TUR 1   | FRA 1 | SPA 2 |       | 2.º  | 201 |
| 2014 | Kawasaki | AUS Ret | SPA 1   | NED Ret | ITA Ret | GBR 4   | MAL 3 | SMR 4   | POR 3   | SPA 13 | FRA Ret | QAT 8   |       |       |       | 8.º  | 94  |
| 2015 | Kawasaki | AUS 6   | THA 2   | SPA 1   | NED 1   | ITA 1   | GBR 1 | POR 2   | SMR 11  | MAL 4  | SPA 1   | FRA 2   | QAT 2 |       |       | 1.º  | 233 |
| 2016 | Kawasaki | AUS Ret | THA 2   | SPA 1   | NED 3   | ITA 1   | MAL 6 | GBR 1   | ITA 1   | GER 1  | FRA Ret | SPA 1   | QAT 2 |       |       | 1.º  | 216 |
| 2017 | Kawasaki | AUS     | THA     | SPA Ret | NED 1   | ITA 1   | GBR 1 | ITA 1   | GER 2   | POR 1  | FRA DNS | SPA     | QAT 3 |       |       | 2.º  | 161 |
| 2018 | Kawasaki | AUS 13  | THA     | SPA     | NED     | ITA Ret | GBR   | CZE     | MIS     | POR    | FRA     | ARG     | QAT   |       |       | 29.º | 3   |

- * Temporada en curso.

### Campeonato Mundial de Superbikes

#### Por temporada
| Temp. | Moto            | Equipo                       | N.º | Carreras | Victorias | Podios | Poles | V.Ráp. | Pts | Pos  |
| ----- | --------------- | ---------------------------- | --- | -------- | --------- | ------ | ----- | ------ | --- | ---- |
| 2008  | Honda CBR1000RR | Hannspree Ten Kate Honda Jr. | 54  | 23       | 0         | 0      | 0     | 0      | 54  | 18.º |
| Total |                 |                              |     | 23       | 0         | 0      | 0     | 0      | 54  |      |

#### Carreras por año
(Carreras en negrita indica pole position, carreras en cursiva indica vuelta rápida)
| Año  | Marca | 1      | 1      | 2      | 2      | 3      | 3      | 4      | 4      | 5   | 5   | 6      | 6      | 7       | 7      | 8      | 8       | 9      | 9      | 10     | 10     | 11      | 11      | 12      | 12      | 13    | 13     | 14  | 14  | Pos. | Pts |
| Año  | Marca | R1     | R2     | R1     | R2     | R1     | R2     | R1     | R2     | R1  | R2  | R1     | R2     | R1      | R2     | R1     | R2      | R1     | R2     | R1     | R2     | R1      | R2      | R1      | R2      | R1    | R2     | R1  | R2  | Pos. | Pts |
| ---- | ----- | ------ | ------ | ------ | ------ | ------ | ------ | ------ | ------ | --- | --- | ------ | ------ | ------- | ------ | ------ | ------- | ------ | ------ | ------ | ------ | ------- | ------- | ------- | ------- | ----- | ------ | --- | --- | ---- | --- |
| 2008 | Honda | QAT 12 | QAT 10 | AUS 14 | AUS 11 | ESP 12 | ESP 15 | NED 12 | NED 19 | ITA | ITA | USA 12 | USA 14 | GER Ret | GER 21 | SMR 18 | SMR Ret | CZE 10 | CZE 10 | GBR 13 | GBR 17 | EUR Ret | EUR DNS | ITA Ret | ITA Ret | FRA 9 | FRA 19 | POR | POR | 18.º | 54  |

### Campeonato del Mundo de Motociclismo

#### Por temporada
| Temp. | Cat.  | Moto  | Modelo     | Equipo        | N.º | Carreras | Victorias | Podiums | Pole | V.Ráp. | Puntos | Posición |
| ----- | ----- | ----- | ---------- | ------------- | --- | -------- | --------- | ------- | ---- | ------ | ------ | -------- |
| 2010  | Moto2 | Suter | Suter MMX  | TechnoMag-CIP | 54  | 2        | 0         | 0       | 0    | 0      | 11     | 29.º     |
| 2011  | Moto2 | Suter | Suter MMXI | TechnoMag-CIP | 54  | 14       | 0         | 1       | 0    | 0      | 59     | 17.º     |
| Total |       |       |            |               |     | 16       | 0         | 1       | 0    | 0      | 70     |          |

#### Por categoría
| Categoría | Temporadas | 1.º Gran Premio | 1.º Podio         | 1.ª victoria | Carreras | Victorias | Podios | Poles | V.Rap | Pts | CM |
| --------- | ---------- | --------------- | ----------------- | ------------ | -------- | --------- | ------ | ----- | ----- | --- | -- |
| Moto2     | 2010–2011  | Portugal 2010   | Países Bajos 2011 |              | 16       | 0         | 1      | 0     | 0     | 70  | 0  |
| Total     | 2010–2011  |                 |                   |              | 16       | 0         | 1      | 0     | 0     | 70  | 0  |

#### Carreras por año
(Carreras en negrita indica pole position, carreras en cursiva indica vuelta rápida)
| Año  | Clase | Moto  | 1      | 2      | 3       | 4      | 5       | 6     | 7     | 8      | 9      | 10     | 11      | 12  | 13  | 14     | 15    | 16     | 17      | Pos. | Pts |
| ---- | ----- | ----- | ------ | ------ | ------- | ------ | ------- | ----- | ----- | ------ | ------ | ------ | ------- | --- | --- | ------ | ----- | ------ | ------- | ---- | --- |
| 2010 | Moto2 | Suter | QAT    | SPA    | FRA     | ITA    | GBR     | NED   | CAT   | GER    | CZE    | IND    | RSM     | ARA | JPN | MAL    | AUS   | POR 5  | VAL Ret | 29.º | 11  |
| 2011 | Moto2 | Suter | QAT 18 | SPA 16 | POR Ret | FRA 26 | CAT Ret | GBR 8 | NED 2 | ITA 10 | GER 11 | CZE 10 | IND DNS | RSM | ARA | JPN 19 | AUS 6 | MAL 12 | VAL 20  | 17.º | 59  |